# Dans les faubourgs de la ville
Pour plus de détails, voir Fiche technique et Distribution.
Dans les faubourgs de la ville (Ai margini della metropoli) est un film italien réalisé par Carlo Lizzani, sorti en 1953, avec Michel Jourdan, Massimo Girotti, Marina Berti et Giulietta Masina dans les rôles principaux. Ce film est inspiré par le meurtre d'Annarella Bracci (it), un fait divers ayant eu lieu en 1950 à Rome.

## Synopsis
Mario Ilari (Michel Jourdan), un jeune chômeur, est injustement accusé d'avoir tué une fille qu'il connaît. Arrêté par la police, il parvient à s'échapper et à se cacher dans la maison d'une amie, Gina (Giulietta Masina), clamant à cette dernière son innocence, mais il se retrouve de nouveau en prison.
L'avocat Roberto Marini (Massimo Girotti) accepte de prendre sa défense après avoir été contacté par Luisa (Marina Berti), une amie de Gina, convaincue par l'innocence de Mario. Mais la situation devient compliquée lorsque Calì (Giulio Calì), un clochard, affirme avoir vu Mario sur les lieux du crime.

## Fiche technique
- Titre : Dans les faubourgs de la ville
- Titre original : Ai margini della metropoli
- Réalisation : Carlo Lizzani
- Scénario : Angelo D'Alessandro, Lamberto Martini, Massimo Mida, Alessandro Ferraù et Carlo Lizzani d'après le travail du journaliste Mario Massimi
- Photographie : Gianni Di Venanzo (noir et blanc)
- Montage : Guido Bertoli et Jenner Menghi
- Musique : Franco Mannino
- Décors : Pek G. Avolio
- Producteur : Fernando Croce
- Société de production : Elios Film
- Pays de production :  Italie
- Langage : Italien
- Format : 1,33
- Genre : Film policier
- Durée : 90 minutes
- Dates de sortie : 
  - Italie : 5 mars 1953

## Distribution
- Michel Jourdan : Mario Ilari
- Massimo Girotti : avocat Roberto Martini
- Marina Berti : Luisa
- Giulietta Masina : Gina
- Lucien Gallas : avocat de la partie civile (doublage : Emilio Cigoli)
- Rossana Martini : Elena
- Adriana Sivieri : Greta
- Patrizia Lari : Betty
- Paola Borboni : mère de Luisa
- Giulio Calì : Calì
- Amilcare Fabrizio : Fabrizio
- Antonio Acqua (it)
- Cesare Fantoni
- Gualtiero De Angelis (it)
- Charles Fawcett
- Giuliano Montaldo
- Antonio Nicotra (it)
- Mimmo Poli (it)
- Maria Laura Rocca